# 158B busz (Budapest)
A budapesti 158B jelzésű autóbusz a 158-as busz betétjárataként, Savoya Park és a Budafoki temető között közlekedik kizárólag mindenszentekkor. A viszonylatot az ArrivaBus üzemelteti. Korábban 58A jelzéssel is közlekedett. A buszokra kizárólag az első ajtón lehet felszállni, ahol a járművezető ellenőrzi az utazási jogosultságot.

## Útvonala
| Budafoki temető felé |
| Savoya Park vá. – Feltáró út – Leányka utca – Kossuth Lajos utca – Tóth József utca – Mező utca – Budafoki temető vá.               |
| Savoya Park felé |
| Budafoki temető vá. – Mező utca – Ferenc utca – Tóth József utca – Mária Terézia útja – Leányka utca – Feltáró út – Savoya park vá. |

## Megállóhelyei
Az átszállási kapcsolatok között az azonos útvonalon közlekedő 158-as busz nincsen feltüntetve.
| 0 | Savoya Park végállomás     | 12 | 17, 48 33, 141, 250, 251                                             |
| 2 | Leányka utcai lakótelep    | 8  | 47 33, 58, 114, 133E, 141, 213, 250, 251                             |
| 4 | Savoyai Jenő tér           | 7  | 47 33, 58, 114, 133E, 141, 213, 250, 250B, 251, 251A                 |
| 5 | Városház tér               | 6  | 47 33, 58, 114, 133E, 141, 213, 250, 250B, 251, 251A S30 S36 S40 G43 |
| 6 | Tóth József utca           | 4  | 33, 58, 114, 141, 213, 250, 250B                                     |
| 7 | Kereszt utca               | ∫  | 58, 141, 250, 250B                                                   |
| ∫ | Komló utca                 | 3  | 58, 141, 250, 250B                                                   |
| ∫ | Mező utca                  | 1  | 58, 250, 250B                                                        |
| 8 | Budafoki temető végállomás | 0  | 58, 250, 250B                                                        |